# 後平井
後平井（うしろひらい/Ushiro-hirai）は千葉県流山市にある地名。郵便番号は270-0151。

## 地理
流山市の南部に位置する。全域がつくばエクスプレス沿線開発に伴い、1998年（平成10年）～2010年（平成22年）にかけて千葉県が施行する｢流山都市計画事業運動公園地区一体型特定土地区画整理事業｣の施行地域であり、首都圏新都市鉄道つくばエクスプレス流山セントラルパーク駅が近接する。また、流山市総合運動公園の一部がある。
東は野々下、西は加、南は前平井、北は市野谷と接している。

## 歴史

### 沿革
- 1869年（明治2年） 葛飾県葛飾郡後平井村となる。
- 1871年（明治4年） 廃藩置県により印旛県葛飾郡後平井村となる。
- 1873年（明治6年）　県の統合及び、郡の分割により千葉県東葛飾郡後平井村となる。
- 1889年（明治22年）　東葛飾郡市野谷村、芝崎村、前平井村、中村、古間木村、長崎村、思井村、名都借村、野々下村、前ヶ崎村、向小金新田、大畔新田、駒木村、十太夫新田、駒木新田、青田新田、初石新田と合併し、東葛飾郡八木村大字後平井となる。
- 1951年（昭和26年）4月1日　流山町、新川村と合併し、東葛飾郡江戸川町大字後平井となる。
- 1952年（昭和27年）1月1日　江戸川町が流山町に改称。東葛飾郡流山町大字後平井となる。
- 1967年（昭和42年）1月1日　市制施行により、流山市大字後平井となる。

## 小字
後平井には5の小字が存在する。ここでは西から順に列挙する。
- 松間台
- 中通
- 東割
- 前谷津
- 水深

## 世帯数と人口
2017年（平成29年）11月1日現在の世帯数と人口は以下の通りである。
| 大字   | 世帯数  | 人口  |
| ------ | ------- | ----- |
| 後平井 | 268世帯 | 630人 |

## 小・中学校の学区
市立小・中学校に通う場合、学区は以下の通りとなる。
| 番地 | 小学校                     | 中学校                     |
| --- | -------------------------- | -------------------------- |
| 108番地の2、110番地の2 111番地の2、112番地の2 113番地の2 282番地の2、283番地の1・3 284番地、285番地の1・4・5 286番地の1、287番地の1・2 288番地の1・2、289番地の1・3 290番地の1、291番地の2 | 流山市立おおたかの森小学校 | 流山市立おおたかの森中学校 |
| その他 | 流山市立八木南小学校       | 流山市立八木中学校         |

## 施設
- 流山市総合運動公園 － 後平井字水深（公園のうち後平井部分）
- 本妙寺 － 後平井字東割
- 天神社 － 後平井字東割